# 魔法门之英雄无敌IV
《魔法门之英雄无敌IV》是一款由New World Computing制作，由3DO公司于2002年发布的回合制策略游戏。它是《魔法门之英雄无敌》系列游戏的第四代作品。
游戏拥有两个资料片，分别是：2002年9月26日发布的《魔法门之英雄无敌IV：急速风暴》和2003年2月23日发布的《魔法门之英雄无敌IV：疾风战场》。